# Сен-Бенуа (Од)
Сен-Бенуа́ (фр. Saint-Benoît) — коммуна во Франции, находится в регионе Лангедок — Руссильон. Департамент коммуны — Од. Входит в состав кантона Шалабр. Округ коммуны — Лиму.
Код INSEE коммуны — 11333.

## Население
Население коммуны на 2008 год составляло 112 человек.
| 1962 | 1968 | 1975 | 1982 | 1990 | 1999 | 2008 |
| ---- | ---- | ---- | ---- | ---- | ---- | ---- |
| 52   | 68   | 56   | 89   | 90   | 106  | 112  |

## Экономика
В 2007 году среди 78 человек в трудоспособном возрасте (15—64 лет) 54 были экономически активными, 24 — неактивными (показатель активности — 69,2 %, в 1999 году было 53,7 %). Из 54 активных работали 45 человек (23 мужчины и 22 женщины), безработных было 9 (3 мужчин и 6 женщин). Среди 24 неактивных 5 человек были учениками или студентами, 6 — пенсионерами, 13 были неактивными по другим причинам.